# Europavej E15
E15 er en europavej der begynder i Inverness i Skotland og ender i Algeciras i Spanien. Undervejs går den blandt andet gennem: Perth og Edinburgh i Skotland; Newcastle, Scotch Corner, Doncaster, London, Folkestone og Dover i England ...(færge)... Calais, Paris, Lyon, Orange og Narbonne i Frankrig; Girona, Barcelona, Tarragona, Castellón de la Plana, Valencia, Alicante og Murcia i Spanien.